# Astoria 2
L'Astoria 2, precedentemente conosciuto come Mean Fiddler e LA2, era un nightclub al 165 di Charing Cross Road, a Londra, Inghilterra.

## Storia
Fino al 2009, il locale era connesso con il London Astoria in modo tale che in caso di necessità, essi potessero essere usati come un unico grande locale.
Un altro locale chiamato Mean Fiddler fu precedentemente costruito a nord ovest di Londra nel 1982.
Nel giugno 2006, il Mean Fiddler è stato venduto (insieme al London Astoria) al gruppo Derwent Valley Central, il quale ha intenzione di trasformarlo in una combinazione di negozi, appartamenti e uffici per guadagnare denaro durante i giochi olimpici. Ha continuato ad essere affittato fino al 15 gennaio 2009, che è stata la sua ultima serata. È stato successivamente demolito.